# Vicente Iborra Gil
Vicente Iborra Gil (València, 1898 - 1964) fou un empresari i polític valencià, president del València Club de Futbol entre el 1959 i el 1961.
Destacat comerciant agrícola, va liderar un important grup exportador de creïlles. Els seus coneixements de comerç exterior, li van portar a ser nomenat director general de Comerç del Ministeri d'Indústria i Comerç d'Espanya dirigit pel ministre i exalcalde de València Ricardo Samper, en el govern de Lerroux el 1933. El seu nomenament va ser ben acceptat pels mitjans econòmics i polítics, especialment a València, que anhelava una obertura comercial que afavorís les exportacions. Si bé la seva gestió es va veure afectada per la signatura del Tractat d'Ottawa entre el Regne Unit i la Commonwealth, que imposava elevades tarifes per a la resta de països, i que va haver de ser contestada per una política de preus subvencionats.
La seva privilegiada condició social va posar en perill la seva vida a principis de la Guerra Civil espanyola, fet traumàtic que va condicionar posteriorment l'abandó del seu compromís polític, i que li va portar a centrar-se en els seus negocis particulars. Finalitzada la guerra va impulsar les seves activitats d'exportació de fruites i hortalisses, fundant les navilieres Cofruma i Trafrume especialitzades en el transport de fruita. Així mateix va entrar en els consells de Docks Comercials València, SA i Docks de Barcelona, SA. Fervent partidari de la concentració, va impulsar l'Agrupació Llevantina d'Exportadors i Colliters de Taronges, SA, de la que va ser conseller, i de Fesa Fruits Espanyols, SA de la que va ser president. Va impulsar també aquest tipus d'accions en el sector de l'arròs.
A la seva condició de gran exportador se li sumava la de conseller del Banc de València, del Banc Central i de la Mútua Llevantina d'Assegurances. El prestigi obtingut va fer que el governador civil de València recorregués a ell per a la presidència de l'Ateneu Mercantil. Quan va deixar el càrrec, en 1955, va ser nomenat president d'honor, distinció que només ostentava fins a aquesta data el Marquès del Túria. En 1959 va ser elegit president del València Club de Futbol, succeint a Lluís Casanova.
Vicente Iborra Gil va morir als 66 anys. Li va succeir en la direcció de les seves empreses, el seu fill Vicente Iborra Martínez, que estava ja incorporat als negocis paterns.